# Norbert Hauata
Norbert Hauata (Haapiti, 6 giugno 1979) è un arbitro di calcio della Polinesia francese.

## Carriera
Arbitro internazionale dal 1º gennaio 2008, Hauata ha subito fatto il suo esordio in una gara tra nazionali maggiori nel mese di settembre dello stesso anno.
Ha diretto per ben tre volte la finale di OFC Champions League (2009, 2010 e 2011). Nel 2011 è convocato dalla FIFA in vista dei mondiali under 17 in Messico. Qui dirige due partite della fase a gironi.
Nell'aprile 2012 viene inserito dalla FIFA in una lista di 52 arbitri preselezionati per i Mondiali 2014.
Nel giugno 2012 il fischietto tahitiano è tra gli arbitri selezionati dall'OFC per la Coppa delle nazioni oceaniane 2012, disputatasi nelle Isole Salomone, in questa competizione dirige due partite della fase a gironi ed una semifinale.
Nell'ottobre 2013 è convocato dalla FIFA per il Campionato mondiale di calcio Under 17 2013. Si tratta della seconda esperienza in questa manifestazione, dopo quella del 2011 ed anche in questa occasione dirige una gara della fase a gironi.
Il 15 gennaio 2014 viene selezionato ufficialmente per i Mondiali 2014 in Brasile ma esclusivamente con funzioni di quarto ufficiale.
Il 7 luglio 2014 termina la sua esperienza in Brasile, essendo tra gli arbitri mandati a casa a seguito del taglio effettuato dopo i quarti di finale e prima delle ultime quattro gare.
Nel dicembre del 2014 è selezionato dalla FIFA per prendere parte alla Coppa del mondo per club 2014 in Marocco. Viene designato esclusivamente per dirigere l'incontro valido per il quinto posto.
Nel 2016, viene selezionato per la Coppa delle nazioni oceaniane, dove dirige tre incontri, compresa la finale tra Papua Nuova Guinea e Nuova Zelanda, vinta da questi ultimi ai rigori.
Nell'aprile 2017 viene resa nota dalla FIFA la sua convocazione al Mondiale Under 20, in programma tra maggio e giugno 2017 in Corea del Sud.
Il 29 marzo 2018 viene selezionato ufficialmente dalla FIFA per i mondiali di Russia 2018.
Esordisce il 18 giugno 2018 come quarto uomo in Svezia - Corea del Sud valevole per il primo turno della fase a gironi. Svolgerà esclusivamente le funzioni di riserva / quarto ufficiale durante tutta la manifestazione.